# IC 4642
IC 4642 је планетарна маглина у сазвјежђу Олтар која се налази на листи објеката дубоког неба у Индекс каталогу.
Деклинација објекта је - 55° 23' 58" а ректасцензија 17h 11m 45,3s. IC 4642 је још познат и под ознакама PK 334-9.1, ESO 180-PN4, CS=13.5.